# Wereldkampioenschap voetbal 2006 (Groep C) Nederland - Argentinië
Deze pagina is een subpagina van het artikel wereldkampioenschap voetbal 2006. Hierin wordt de wedstrijd in de groepsfase in groep C tussen Nederland en Argentinië gespeeld op 21 juni 2006 nader uitgelicht.

## Nieuws voorafgaand aan de wedstrijd
Op een persconferentie kondigde bondscoach Marco van Basten aan dat hij de spelers die in eerdere wedstrijden een gele kaart hadden gekregen niet zou opstellen.

## Wedstrijdgegevens
| Datum                | 21 juni 2006                     | 21 juni 2006                     |
| Stadion              | Commerzbank-Arena, Frankfurt     | Commerzbank-Arena, Frankfurt     |
| Toeschouwers         | 48.000                           | 48.000                           |
| Scheidsrechter       | Luis Medina Cantalejo            | Luis Medina Cantalejo            |
| Assistenten          | Victoriano Giraldez Pedro Medina | Victoriano Giraldez Pedro Medina |
| Vierde man           | Carlos Chandía                   | Carlos Chandía                   |
| Man van de wedstrijd | Carlos Tévez                     | Carlos Tévez                     |
|                      | Nederland                        | Argentinië                       |
| Doelpunten           | 0                                | 0                                |
| Gele kaarten         | 3                                | 2                                |
| Rode kaarten         | 0                                | 0                                |
| Wissels              | 3                                | 3                                |
| Schoten op doel      | 3                                | 3                                |
| Schoten naast doel   | 9                                | 10                               |
| Overtredingen        | 23                               | 17                               |
| Hoekschoppen         | 7                                | 10                               |
| Buitenspel           | 1                                | 4                                |
| Strafschoppen        | 0                                | 0                                |
| Balbezit (tijd)      | 00'00"                           | 00'00"                           |
| Balbezit (%)         | 53%                              | 47%                              |

| Nederland | 0 – 0           | Argentinië |
| | goals (assists) | |
| Marco van Basten | bondscoach      | José Pékerman |
| Edwin van der Sar Kew Jaliens Khalid Boulahrouz André Ooijer Tim de Cler Wesley Sneijder 86' Phillip Cocu Rafael van der Vaart Robin van Persie 67' Ruud van Nistelrooij 56' Dirk Kuijt | opstellingen    | Roberto Abbondanzieri Roberto Ayala 24' Nicolás Burdisso Gabriel Milito Leandro Cufré Esteban Cambiasso Javier Mascherano 80' Juan Román Riquelme Maxi Rodríguez Carlos Tévez 70' Lionel Messi |
| Ryan Babel 56' Denny Landzaat 67' Hedwiges Maduro 86' | wissels         | 24' Fabricio Coloccini 70' Julio Cruz 80' Pablo Aimar |
| Dirk Kuijt 27' | gele kaarten    | 57' Esteban Cambiasso |
| André Ooijer 41' |                 | 90' Javier Mascherano |
| Tim de Cler 48' |                 | |
| | rode kaarten    | |

Voor Edwin van der Sar was dit zijn 112e interland, waarmee hij het Nederlands record van Frank de Boer evenaarde. Phillip Cocu speelde zijn 100e interland.

## Overzicht van wedstrijden
| Groepswedstrijden | | | |
| Groep A | Groep B | Groep C | Groep D |
| Duitsland - Costa Rica Polen - Ecuador Duitsland - Polen Ecuador - Costa Rica Ecuador - Duitsland Costa Rica - Polen             | Engeland - Paraguay Trinidad en Tobago - Zweden Engeland - Trinidad en Tobago Zweden - Paraguay Zweden - Engeland Paraguay - Trinidad en Tobago | Argentinië - Ivoorkust Servië en Montenegro - Nederland Argentinië - Servië en Montenegro Nederland - Ivoorkust Nederland - Argentinië Ivoorkust - Servië en Montenegro | Mexico - Iran Angola - Portugal Mexico - Angola Portugal - Iran Portugal - Mexico Iran - Angola                               |
| Groep E | Groep F | Groep G | Groep H |
| Italië - Ghana Verenigde Staten - Tsjechië Italië - Verenigde Staten Tsjechië - Ghana Tsjechië - Italië Ghana - Verenigde Staten | Australië - Japan Brazilië - Kroatië Brazilië - Australië Japan - Kroatië Japan - Brazilië Kroatië - Australië                                  | Frankrijk - Zwitserland Zuid-Korea - Togo Frankrijk - Zuid-Korea Togo - Zwitserland Togo - Frankrijk Zwitserland - Zuid-Korea                                           | Spanje - Oekraïne Tunesië - Saoedi-Arabië Spanje - Tunesië Saoedi-Arabië - Oekraïne Saoedi-Arabië - Spanje Oekraïne - Tunesië |
| Achtste finales | | | |
| Duitsland - Zweden Argentinië - Mexico                                                                                           | Italië - Australië Zwitserland - Oekraïne | Engeland - Ecuador Portugal - Nederland | Brazilië - Ghana Spanje - Frankrijk                                                                                           |
| Kwartfinales | | | |
| Duitsland - Argentinië | Italië - Oekraïne | Engeland - Portugal | Brazilië - Frankrijk |
| Halve finales | | | |
| Duitsland - Italië | Duitsland - Italië | Portugal - Frankrijk | Portugal - Frankrijk |
| Troostfinale | | | |
| Duitsland - Portugal | | | |
| Finale | | | |
| Italië - Frankrijk | | | |